# Pokémon: El poder de todos
Pokémon: El poder de todos (劇場版ポケットモンスターみんなの物語   Poketto Monsutā - Minna no Monogatari?, lit. "Pokémon: La historia de todos"), conocida en Estados Unidos como Pokémon the Movie: The Power of Us, es la vigesimoprimera película del anime de Pokémon, producida por OLM y Wit Studio.
Fue dirigida por Tetsuo Yajima y escrita por Eiji Umehara y Aya Takaha, con diseños de personajes de Shizue Kaneko. Se estrenó el 13 de julio de 2018 en los cines japoneses.
La película cuenta la continuación de la historia alternativa del viaje de Ash iniciada en  I Choose You!, siendo su secuela, y es protagonizada por los Pokémon legendarios Lugia y Zeraora.

## Sinopsis
Todos los años tiene lugar el festival del viento en Ciudad Fula, lugar donde la gente son uno con el viento. Existe la creencia de que el Pokémon legendario Lugia aparecerá durante el último día del festival, trayendo a todos la bendición del viento. La gente comienza a reunirse para el festival, entre los que están Lisa, una estudiante de secundaria y novata con los Pokémon; Kagachi, un fanfarrón que cuenta trolas a los visitantes; Trito, un miedoso investigador con una gran falta de confianza; Hisui, una anciana bastante extravagante que odia a los Pokémon y Largo, una niña pequeña que deambula misteriosamente por el bosque sola. Cuando Ash y Pikachu se encuentran con ellos, la historia de todos comienza a fluir... 

## Personajes
Ash Ketchum (サトシ Satoshi?)
 Seiyū: Rica Matsumoto
Pikachu (ピカチュウ?)
 Seiyū: Ikue Ohtani
Rita (リサ Lisa?)
 Seiyū: Rina Kawaei
Kagachi (カガチ?)
 Seiyū: Koji Ohkura
Trito (トリト Torito?)
 Seiyū: Gaku Hamada
Hisui (ヒスイ?)
 Seiyū: Masako Nozawa
Largo (ラルゴ Rarugo?)
 Seiyū: Mana Ashida